# جو هون
جو هون (انگلیسی: Jo Heon; ۱ ژانویهٔ ۱۵۴۴ – ۱ ژانویهٔ ۱۵۹۲) نویسنده اهل پادشاهی چوسان بود. یک مقام دولتی سلسله چوسون و فرمانده جنگ‌های نامنظم در کره در زمان وقوع جنگ ایمجین بود. او هشدار داده بود که ژاپنی‌ها در حال تهدید کشور هستند ولی به گفته‌های وی توجهی نشد. زمانی که ژاپنی‌ها یورش بردند، او گروهی از جنگجویان غیرنظامی را برای مبارزه با آنان سازماندهی نمود. او در خلال دومین نبرد گومسان در طی تهاجم ژاپن به کره (۱۵۹۸–۱۵۹۲) کشته شد.